# Borova (Albanien)
Borova (albanisch auch Borovë) ist ein kleines Dorf in Südostalbanien. Der Ort erlangte Bekanntheit, als ihn deutsche Soldaten während des Zweiten Weltkriegs dem Erdboden gleichmachten und unter der Zivilbevölkerung ein Massaker anrichteten.

## Geographie
Borova liegt in der Gemeinde Kolonja sechs Kilometer südlich des Städtchens Erseka. Das Dorf gehörte bis 2015 zur Gemeinde Qendër-Erseka.
Der Ort liegt im hügeligen Bergland von Kolonja auf rund 960 m ü. A. Die Straße von Korça nach Përmet und weiter nach Tepelena, die einzige asphaltierte Verbindung in der Region, führt durch die Ortschaft. Sie ist die einzige direkte Verbindung zwischen dem Südosten und dem Süden Albaniens.

## Geschichte
Vermutlich wurde das Dorf Ende des 6. Jahrhunderts von Slawen gegründet. Der Name könnte sich von der slawischen Bezeichnung für Föhre ableiten. 1912 wurde im Dorf die erste Schule eröffnet.
Am 6. Juli 1943 verübte die Wehrmacht ein Massaker unter der Bevölkerung von Borova: Die Deutschen erschossen Menschen und zündeten Häuser an. Die Dorfbewohner sollen Partisanen, die zuvor eine deutsche Wagenkolonne angegriffen hatte, unterstützt haben. Sämtliche 100 Gebäude der Ortschaft wurden von den Soldaten angezündet oder schwer beschädigt. 107 Zivilisten sind bei diesem schwersten Verbrechen der Wehrmacht in Albanien getötet worden – darunter vor allem Kinder, Frauen und Ältere.

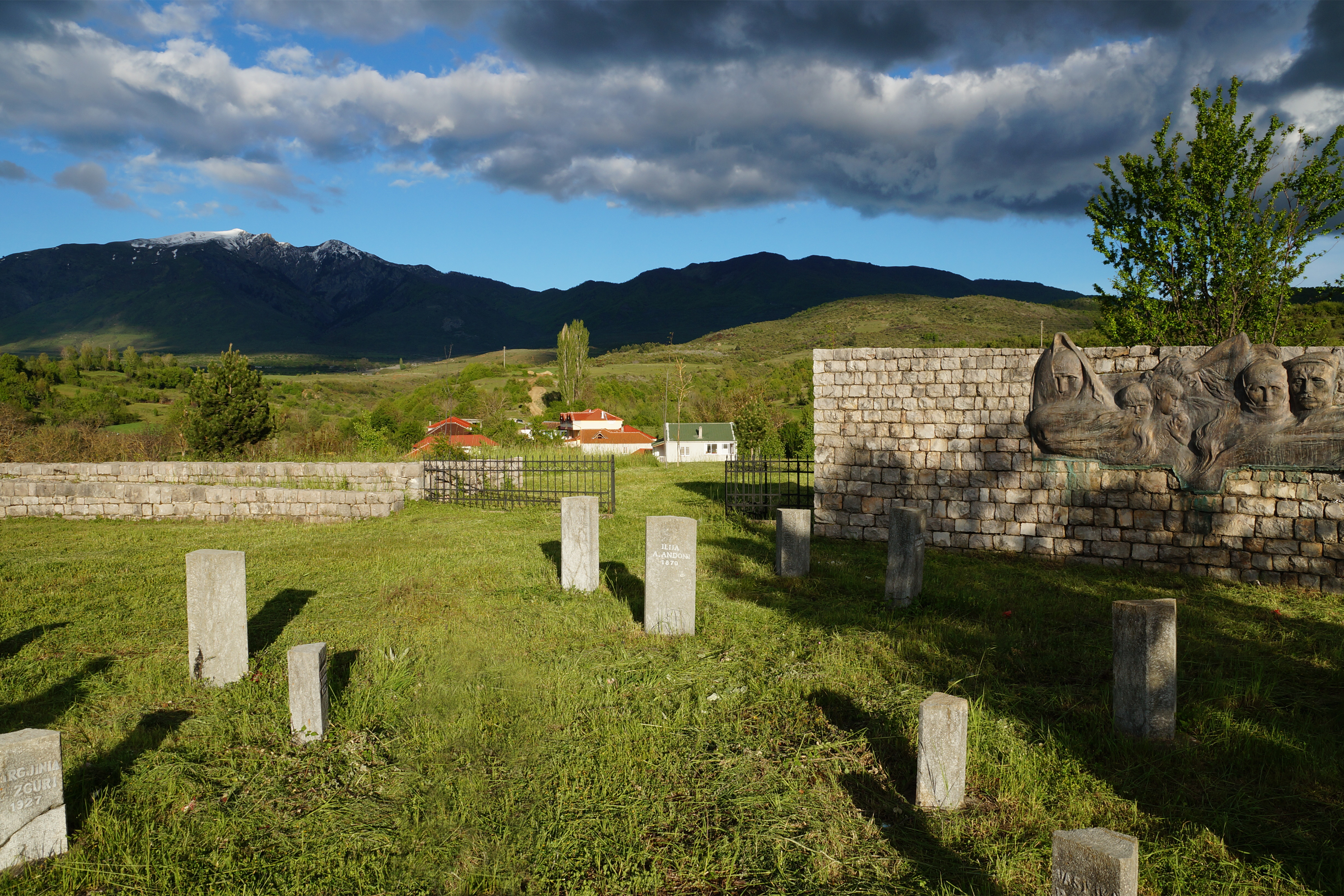
Gedenkstätte, im Hintergrund der Gramoz

Im kommunistischen Albanien wurde das Gedenken an das Massaker aufrechterhalten. Ein Denkmal und ein kleines Museum erinnerten an das Verbrechen. Der Komponist Thoma Gaqi veröffentlichte 1972 eine sinfonische Dichtung namens Borova im Gedenken an die Opfer. Im demokratischen Albanien ab den 1990er Jahren wird des Partisanenkriegs und des Massakers in Borova kaum mehr gedacht. Das Museum wurde während des Lotterieaufstands 1997 zerstört. Seit 1996 unterstützte die deutsche Botschaft in Tirana das Dorf Borova mit mehreren Infrastrukturprojekten. Der deutsche Botschafter nahm immer wieder an Gedenkveranstaltungen teil. Es gab auch Pläne für einen Neubau der Gedenkstätte, in deren Zentrum heute die 107 Gräber stehen.